# Mystacides interjectus
Mystacides interjectus är en nattsländeart som först beskrevs av Banks 1914.  Mystacides interjectus ingår i släktet Mystacides och familjen långhornssländor. Inga underarter finns listade i Catalogue of Life.